# Sangaris cancellata
Sangaris cancellata là một loài bọ cánh cứng trong họ Cerambycidae.